# Universitat de París
|  | Per a la Universitat de La Sorbona, vegeu La Sorbona. |

La Universitat de París (en francès: Université de Paris), coneguda com La Sorbona, va ser la principal universitat de París, en actiu des de 1150 fins al 1970, exceptuant el període entre 1793 i 1806 drunt la Revolució Francesa. Creada cap al 1150 com una corporació associada a l'escola catedralícia de Notre-Dame de París, és considerada la segona universitat més antiga d'Europa.
Constituïda oficialment el 1200 pel rei Felip II de França i reconeguda el 1215 pel papa Innocenci III, més tard va rebre el sobrenom per raó de la institució original (Collège de Sorbonne), fundat per Robert de Sorbon i noliejat pel Rei francès Lluís IX cap al 1257.
Amb una reputació internacional molt alta pel seu rendiment acadèmic a les humanitats des de l'edat mitjana, sobretot en teologia i filosofia, va introduir diversos estàndards i tradicions acadèmiques que han perdurat des de llavors, i que es van estendre internacionalment, com ara doctorats i nacions estudiantils. Papes, reialesa, científics i intel·lectuals notables es van educar a la Universitat de París. Alguns dels col·legis de l'època encara són visibles a prop del Panteó i el Jardin du Luxembourg: Collège des Bernardins (18 rue de Poissy, 5è districte) .), Hôtel de Cluny (6 Place Paul Painlevé, 5è districte), Collège Sainte-Barbe (4 rue Valette, 5è districte), Collège d'Harcourt (44 Boulevard Saint-Michel, 6è districte) i Cordeliers (21 rue École de Medecine, 6è districte).
El 1793, durant la Revolució Francesa, la universitat va ser tancada i, per l'article 27 de la Convenció Revolucionària, es van vendre les dotacions i els edificis de la universitat. Una nova Universitat de França la va substituir el 1806 per quatre facultats independents: la Facultat d'Humanitats (francès: Faculté des Lettres), la Facultat de Dret (més tard incloent Economia), la Facultat de Ciències, la Facultat de Medicina i la Facultat de Teologia (tancada el 1885).
El 1970, arran dels disturbis civils del maig de 1968, la universitat es va dividir en 13 universitats autònomes.

## Història
La Universitat de París és una de les universitats medievals més importants i antigues d'Europa. Al segle XII, va aparèixer escoles a l'Ile de la Cité, però aviat van començar a multiplicar-se a la riba esquerra, donant lloc a principis del segle següent a la creació de la Universitat de París, reconeguda pel rei Felip II August l'any 1200 i pel papa Innocenci III l'any 1215. Ràpidament va adquirir un gran prestigi, sobretot en els camps de la filosofia i la teologia. Constituïda com l'associació de tots els col·legis parisencs situats a la riba esquerra, vetlla per la formació de tots els clergues, és a dir de tots els executius i agents administratius de les institucions reials (Consell d'Estat, parlaments, corts, tribunals de comptes, impostos...) i eclesiàstics (educació, hospitals, llibreters, recerca, bisbes, abats). La Universitat de París, després d'un llarg període de decadència en els temps moderns, amb la Revolució Francesa anava en contra de la Llei Le Chapelier i va ser abolida el 1793.
La Convenció Nacional va substituir l'ensenyament de les antigues universitats per un conjunt d'escoles centrals i escoles especials, precedits per escoles de primària. L'any 1794 es va crear una escola de medicina, que va assumir les funcions de la facultat de medicina. S'hi va unir el 1804 una escola de dret.
La nova Universitat de París es va refundar el 1896 com una agrupació de la Facultat de Ciències, la Facultat de Lletres, la Facultat de Dret, la Facultat de Medicina, la Facultat de Teologia Protestant i l'Escola Superior de Farmàcia. Es va dissoldre a finals de 1970 per donar pas a tretze universitats independents, després dels fets del Maig francès de 1968 quan París tenia cinc facultats tradicionals i monodisciplinàries (dret, medicina, ciència, literatura i farmàcia) per a una població de dos-cents mil estudiants, i es crearen 13 unitats autonomes (Universitat de París I - XIII).

## Universitats successores

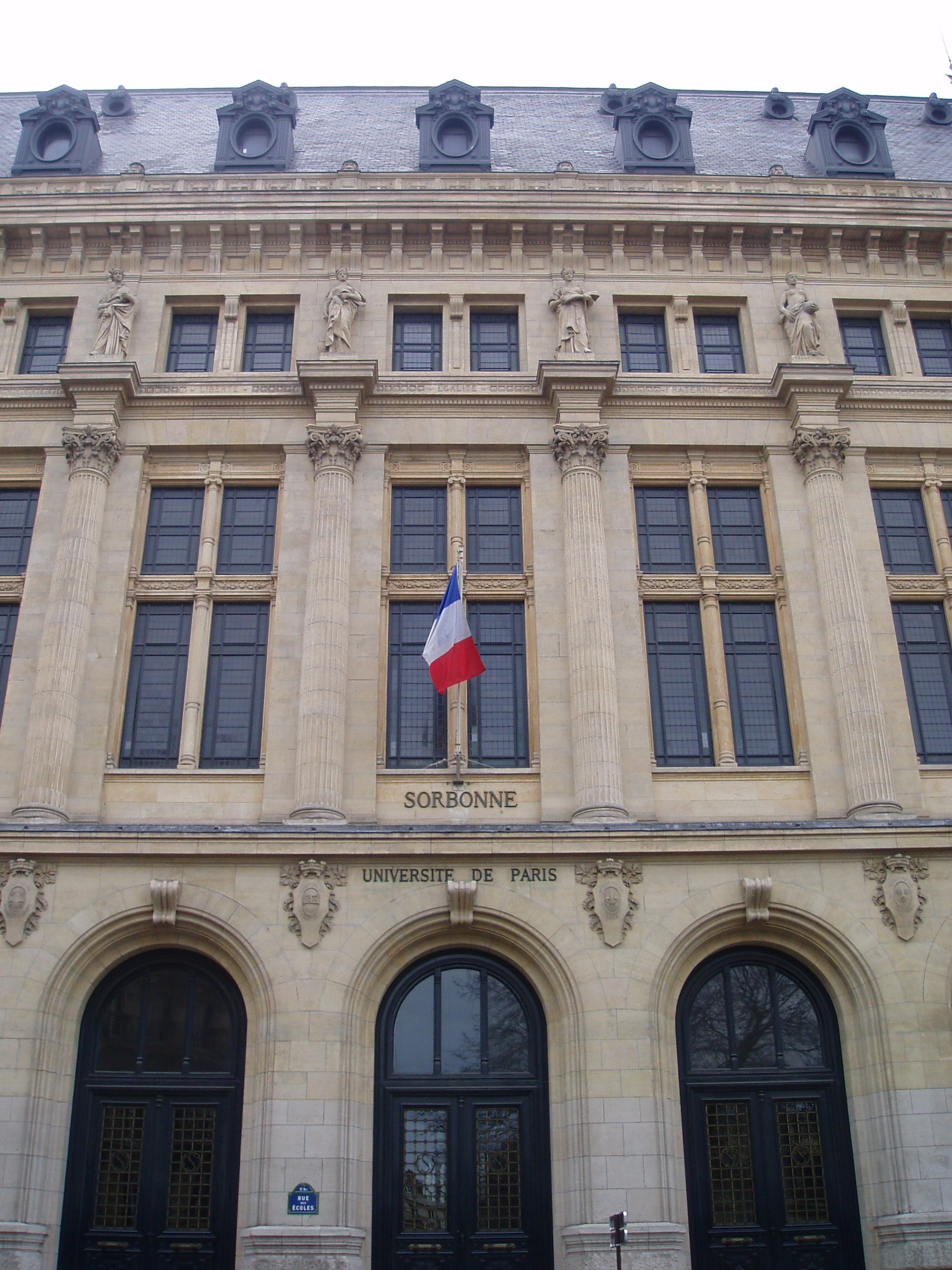
La universitat vista des de la Rue des Écoles

Les tretze universitats constituïdes després de la divisió de la Universitat de París es troben agrupades en les tres acadèmies de la regió Île-de-France.
| I    | Universitat de París I Panteó-Sorbona        | Lloc web                                       | Académie de Paris      | HESAM                 |
| II   | Universitat de Panteó-Assas                  | Lloc web                                       | Académie de Paris      | Sorbonne Universités  |
| III  | Universitat de la Sorbonne Nova              | Lloc web                                       | Académie de Paris      | Université Paris Cité |
| IV   | Universitat de París - Sorbonne              | Lloc web Arxivat 2011-02-28 a Wayback Machine. | Académie de Paris      | Sorbonne Universités  |
| V    | Universitat de París Descartes               | Lloc web                                       | Académie de Paris      | Université Paris Cité |
| VI   | Universitat Pierre i Marie Curie de París    | Lloc web Arxivat 2011-02-16 a Wayback Machine. | Académie de Paris      | Sorbonne Universités  |
| VII  | Universitat de París 7 - Denis Diderot       | Lloc web                                       | Académie de Paris      | Université Paris Cité |
| VIII | Universitat París 8. Vincennes - Saint-Denis | Lloc web Arxivat 2011-02-04 a Wayback Machine. | Académie de Créteil    |                       |
| IX   | Universitat París-Dauphine                   | Lloc web                                       | Académie de Paris      |                       |
| X    | Universitat de París X Nanterre              | Lloc web                                       | Académie de Versailles |                       |
| XI   | Universitat de París Sud                     | Lloc web                                       | Académie de Versailles | UniverSud Paris       |
| XII  | Universitat de París Est                     | Lloc web Arxivat 2010-01-18 a Wayback Machine. | Académie de Créteil    | Université Paris-Est  |
| XIII | Universitat de Paris Nord                    | Lloc web                                       | Académie de Créteil    | Université Paris Cité |